# Жінки ночі
«Жінки ночі» (яп. 夜の女たち, Yoru no onna-tachi) — японський чорно-білий драматичний фільм 1948 року, поставлений режисером Кендзі Мідзогуті за романом Ейдзіро Хісаїти «Joseimatsuri».

## Сюжет
Дія фільму відбувається в місті Осака. Втративши на війні чоловіка і дитину, що померла від туберкульозу, Фусако випадково зустрічає свою сестру Нацуко, яка жила раніше в Кореї. Від Нацуко вона дізнається, що їхні батьки померли від голоду. Нацуко працює танцівницею в розкішному кабаре. Вона поселяється у Фусако, яка служить секретаркою у торговця, що промишляє на чорному ринку. Фусако — коханка свого шефа. Поки поліція проводить обшук у них на роботі, Фусако повертається додому без попередження та застає Нацуко зі своїм начальником. Тоді вона вирішує стати повією. Її юна родичка Куміко втекла з сім'ї, прихопивши з собою гроші.
Куміко знайомиться з чоловіком, який видає себе за студента; той підпоює її, грабує та ґвалтує. Потім на неї нападає банда повій-грабіжниць, які оббирають її догола. Нацуко, дізнавшись про те, чим займається її сестра Фусако, вирушає шукати її й потрапляє під облаву. Нацуко приймають за повію, і їй доводиться пройти медогляд. Вона дізнається, що заражена сифілісом і вагітна. У лікарні вона зустрічає Фусако, яка докоряє Нацуко за те, що та забрала в неї коханця. Фусако теж хвора на сифіліс, як і сестра; вона відчуває таку ненависть до чоловіків, що хоче заразити їх усіх. Вона втікає з лікарні, перелізши через стіну, оповиту зверху колючим дротом. Її колишній бос і коханець заарештований за торгівлю опієм. Він хоче, щоб Нацуко зробила аборт. Фусако відводить сестру в лікарню для покинутих жінок, щоб вона народила там, але дитина помирає. Фусако дізнається, що найсвіжішою новобранкою, чи то останньою жертвою, клану «грабіжників» стала її юна родичка Куміко. Фусако сама хоче вирватися з-під влади цього клану і кричить, що ненавидить долю повії. Після лютої сутички з іншими жінками вона відводить Куміко геть з цього пекла.

## У ролях
| • Кінуйо Танака  | … | Фусако Овада |
| • Санае Такасугі | … | Нацуко       |
| • Міцуо Нагата   | … | Куріяма      |
| • Томіе Цунода   | … | Куміко       |
| • Кумеко Урабе   | … | бордельник   |

## Знімальна група
- Автор сценарію — Йосіката Йода за романом Ейдзіро Хісаїти «Joseimatsuri»
- Режисер-постановник — Кендзі Мідзогуті
- Продюсер — Хісао Ітоя
- Оператор — Кохей Сугіяма
- Композитор — Хісато Осава
- Художник-постановник — Хіроші Мідзутані
- Монтаж — Тацуко Сакане

## Про фільм
Французький кінокритик Жак Лурселль відмічає, що «Жінки ночі» — «найпохмуріший фільм Мідзогуті». На його думку «прокляття, що висить над жінками у світі Мідзогуті, тут придбаває натуралістичну і банальність і позбавлене всякої трагічної величі. Сила фільму в описі душевних мук і метань персонажів, яке Мідзогуті супроводжує тією ж піднесеною інтонацією, тією ж байдужістю, що характерні для найблагородніших його трагедій. Звичайна тверезість і надзвичайна стриманість героїв Мідзогуті в цій картині поступається місцем своєрідній барочній люті, досить рідкісній для цього автора. Але дикі і жахливі повії з Жінок ночі належать до тієї ж приниженої й ображеної раси, що і куртизанки минулих століть, описані нимм в інших картинах».

## Визнання
| Нагороди та номінації фільму «Жінки ночі» | Нагороди та номінації фільму «Жінки ночі» | Нагороди та номінації фільму «Жінки ночі» | Нагороди та номінації фільму «Жінки ночі» | Нагороди та номінації фільму «Жінки ночі» | Нагороди та номінації фільму «Жінки ночі» |
| Рік                                       | Кінофестиваль/кінопремія                  | Категорія/нагорода                        | Номінант                                  | Результат                                 |                                           |
| ----------------------------------------- | ----------------------------------------- | ----------------------------------------- | ----------------------------------------- | ----------------------------------------- | ----------------------------------------- |
| 1949                                      | Премія «Майніті»                          | Найкраща акторка                          | Кінуйо Таеака                             | Перемога                                  |                                           |